# Mistrovství světa v boxu žen 2023
XIII. mistrovství světa v boxu žen proběhlo v Novém Dillí, Indie ve dnech 16. až 26. března 2023. Organizátorem turnaje mistrovství světa byla International Boxing Association (IBA).

## Česká stopa
Česko mistrovství světa bojkotovalo na protest proti startu boxerů z Ruska a Běloruska pod jejich státními symboly.

## Výsledky
| Ženy   | Zlato                         | Stříbro                       | Bronz                                          | Bronz                                        |
| ------ | ----------------------------- | ----------------------------- | ---------------------------------------------- | -------------------------------------------- |
| –48 kg | Nitu Ghanghasová (IND)        | Lutsajchany Altanceceg (MGL)  | Alua Balkybekovová (KAZ)                       | Jásmín Muttaqíová (MAR)                      |
| –50 kg | Nikhat Zareenová (IND)        | Thị Tâm Nguyễnová (VIE)       | Ingrit Valenciaová (COL)                       | Wassila Lkhadiriová (FRA)                    |
| –52 kg | Wu Jü (CHN)                   | Sirine Charaabiová (ITA)      | Julija Apanasovičová (BLR)                     | Rinka Kinošitaová (JPN)                      |
| –54 kg | Chuang Siao-wen (TPE)         | Yeni Ariasová (COL)           | Jutamas Jitpongová (THA)                       | Möngöncecegín Enchdžargal (MGL)              |
| –57 kg | Irma Testaová (ITA)           | Karina Ibragimovová (KAZ)     | Amina Zidaniová (FRA)                          | Lin Jü-tching (TPE) Svetlana Stanevová (BUL) |
| –60 kg | Beatriz Ferreiraová (BRA)     | Angie Valdésová (COL)         | O Jon-čin (KOR)                                | Jang Wen-lu (CHN)                            |
| –63 kg | Jang Čcheng-jü (CHN)          | Natalija Syčugovová (RUS)     | Camila Camilová (COL)                          | Fatia Benmessahelová (FRA)                   |
| –66 kg | Jang Liou (CHN)               | Janjaem Suwannaphengová (THA) | Ímán Chalífová (ALG) Navbahor Hamidovová (UZB) | Naděžda Rjabecová (KAZ)                      |
| –70 kg | Anastasija Demurčjanová (RUS) | Kaye Scottová (AUS)           | Čou Pchan (CHN)                                | Bárbara Santosová (BRA)                      |
| –75 kg | Lovlina Borgohainová (IND)    | Caitlin Parkerová (AUS)       | Li Čchien (CHN)                                | Valentina Chalzovová (KAZ)                   |
| –81 kg | Saweety Booraová (IND)        | Wang Li-na (CHN)              | Emmasue Greentreeová (AUS)                     | Fariza Šoltajová (KAZ)                       |
| +81 kg | Chadídža al-Mardíová (MAR)    | Lazzat Kungejbajevová (KAZ)   | Diana Pjataková (RUS)                          | Ajnur Rzajevová (AZE)                        |

poznámka: Škrtnuté boxerky byly diskvalifikovány za nadlimitní hodnotu testosteronu v krvi.

## Medailová bilance
V boxu se rozdělilo celkem 12 sad medailí.
| Pořadí | Stát                   |       | Muži    | Muži  | Muži | Celkem |
| Pořadí | Stát                   | Zlato | Stříbro | Bronz |      | Celkem |
| ------ | ---------------------- | ----- | ------- | ----- | ---- | ------ |
| 1.     | Indie (IND)            |       | 4       | 0     | 0    | 4      |
| 2.     | Čína (CHN)             |       | 3       | 1     | 3    | 7      |
| 3.     | Rusko (RUS)            |       | 1       | 1     | 1    | 3      |
| 4.     | Itálie (ITA)           |       | 1       | 1     | 0    | 2      |
| 5.     | Brazílie (BRA)         |       | 1       | 0     | 1    | 2      |
| 5.     | Maroko (MAR)           |       | 1       | 0     | 1    | 2      |
| 7.     | Čínská Tchaj-pej (TPE) |       | 1       | 0     | 0    | 1      |
| 8.     | Kazachstán (KAZ)       |       | 0       | 2     | 4    | 6      |
| 9.     | Kolumbie (COL)         |       | 0       | 2     | 2    | 4      |
| 10.    | Austrálie (AUS)        |       | 0       | 2     | 1    | 3      |
| 11.    | Mongolsko (MGL)        |       | 0       | 1     | 1    | 2      |
| 11.    | Thajsko (THA)          |       | 0       | 1     | 1    | 2      |
| 13.    | Vietnam (VIE)          |       | 0       | 1     | 0    | 1      |
| 14.    | Francie (FRA)          |       | 0       | 0     | 3    | 3      |
| 15.    | Ázerbájdžán (AZE)      |       | 0       | 0     | 1    | 1      |
| 15.    | Bělorusko (BLR)        |       | 0       | 0     | 1    | 1      |
| 15.    | Bulharsko (BUL)        |       | 0       | 0     | 1    | 1      |
| 15.    | Japonsko (JPN)         |       | 0       | 0     | 1    | 1      |
| 15.    | Jižní Korea (KOR)      |       | 0       | 0     | 1    | 1      |
| 15.    | Uzbekistán (UZB)       |       | 0       | 0     | 1    | 1      |
| Celkem | Celkem                 |       | 12      | 12    | 24   | 48     |